# Kitty Contana
Kitty Contana was een band uit Roelofarendsveen, in de Nederlandse provincie Zuid-Holland. Ze speelden popmuziek, met elementen uit de disco en hardrock.

## Geschiedenis
De band werd in 2003 opgericht door Roel Bettonviel, voorheen-Dog’s Nop. Na het uiteengaan van zijn laatste band, wilde hij zich gaan toeleggen op het schrijven en spelen van pure popnummers. Hij vond al snel een gelijke in Deef den Hartoog, die had gespeeld in de punkcoverband Only Entertainment. Het duo lanceerde de website "www.kittycontana.nl", onder de naam van het fictieve karakter Kitty. Op deze website presenteerden zij hun nieuw geschreven nummers.
Na een aantal thuisopnames, werd er een complete band geformeerd, waarbij Roel en Dave terzijde werden gestaan door Bo Koek en Matthijs Felix (beiden voorheen-Kopna Kopna) en Pieter van der Geest (voorheen-Dog’s Nop).
In deze formatie begon de band met optredens, waarbij er regelmatig gebruikgemaakt werd van invalmuzikanten, om zo veel als mogelijk te kunnen spelen. Ze speelden op festivals als Werfpop, Metropolis en Waterpop.

## Grote Prijs van Zuid-Holland
In 2005 won de band de finale van de Grote Prijs van Zuid-Holland, een voorronde van Grote Prijs van Nederland. De prijs bestond uit een geldbedrag en een studio-tijd voor opnamemogelijkheden, waarmee de band zijn debuutalbum opnam en in eigen beheer uitgaf. Het nummer One of a kind wordt opgepikt door Kink FM en is daar regelmatig te horen op de radio.
Halverwege 2006 besloot de band het rustiger aan te doen, om zich te richten op het schrijven aan de tweede cd. Er werden enkele optredens gedaan met de nieuwe nummers, maar daarna werd het weer stil rond de band. Toen Mathijs Felix en Bo Koek het te druk kregen met hun andere activiteiten, besloten de overige bandleden dat het geen zin meer had om in een veranderde samenstelling een nieuwe cd op te nemen. Eind 2007 werd de band daarom opgeheven. In 2008 startten Bettonviel en Van der Geest een nieuwe band onder de naam Klavan Gadjé, waarmee zij Balkanmuziek maken. Den Hartoog trad solo op als electroact onder de naam Dr. Dynamite.

## Bezetting
- Deef den Hartoog - zang en percussie
- Roel Bettonviel - gitaar, zang en synthesizer
- Pieter van der Geest - gitaar en zang
- Matthijs Felix - basgitaar, zang en synthesizer
- Bo Koek - drums en zang

## Discografie
- Kitty Contana, 2005, eigen beheer